# المعهد العالي للقضاء (اليمن)
المعهد العالي للقضاء في اليمن، مؤسسة علمية وقضائية حكومية عليا، تتمتع بشخصية اعتبارية وذمة مالية مستقلة. تأسس المعهد في العاصمة صنعاء عام 1982م، ويهدف بشكل أساسي إلى تأهيل وتدريب الكوادر القضائية ورفع كفاءتهم، بالإضافة إلى تأهيل أعوان السلطة القضائية.
يهدف المعهد إلى إعداد وتأهيل الملتحقين به تأهيلًا قضائيًا علميًا وعمليًا متكاملًا. كما يسعى إلى تحقيق التأهيل المستمر لأعضاء السلطة القضائية أثناء الخدمة، وتدريب أعوان القضاء، والإسهام في نشر الثقافة القانونية وتعميق الفهم الشرعي والقانوني في المجتمع. يقوم المعهد أيضًا بإجراء الدراسات والأبحاث العلمية الهادفة إلى تطوير منظومة القضاء في اليمن.
وعلى الرغم من استقلاليته المذكورة في بعض الجوانب، فإن المعهد يتبع ماليًا وإداريًا لوزير العدل، ويخضع لإشراف مجلس القضاء الأعلى في تنفيذ سياسته العامة، مما يضمن تكامل عمله ضمن المنظومة القضائية للدولة.

## التاريخ والنشأة
تأسس المعهد العالي للقضاء بموجب القانون رقم (15) لسنة 1982م في العاصمة صنعاء، كجزء من جهود الدولة لتطوير وتحديث النظام القضائي. شهد المعهد تطورات قانونية وتنظيمية هامة، كان أبرزها صدور القانون رقم (34) لسنة 2008م، الذي أعاد تنظيم المعهد ومنحه استقلالية أكبر لتعزيز دوره في منظومة العدالة اليمنية. 

## الأهداف والاختصاصات
حدد القانون أهداف المعهد واختصاصاته بشكل دقيق، وتشمل ما يلي:
- تأهيل وتكوين القضاة وأعضاء النيابة العامة من خلال برنامج دراسي متكامل يجمع بين الجانبين النظري والتطبيقي.
- تنظيم دورات تدريبية متخصصة ومتقدمة لأعضاء السلطة القضائية أثناء الخدمة.
- تأهيل أعوان القضاء من أمناء السر والكتبة والمحضرين وغيرهم.
- إجراء ونشر البحوث والدراسات العلمية المحكّمة في مختلف المجالات القانونية والقضائية.
- العمل على جمع وتبويب ونشر المبادئ والأحكام القضائية الصادرة عن المحكمة العليا للجمهورية اليمنية.

## الهيكل التنظيمي للمعهد العالي للقضاء
يتكون الهيكل التنظيمي للمعهد العالي للقضاء من عدة هيئات رئيسية وأقسام إدارية وعلمية تعمل بشكل متكامل لضمان تحقيق أهدافه وتسيير شؤونه.
عميد المعهد ونائبه:
يُعين عميد المعهد بقرار من رئيس الجمهورية، ويجب أن يكون من بين أعضاء السلطة القضائية. يتولى العميد مسؤولية تسيير الشؤون العلمية والمالية والإدارية للمعهد، ويُعد المسؤول التنفيذي عن تنفيذ قرارات مجلس المعهد والمجلس العلمي. تشمل مهامه أيضًا إبرام الاتفاقيات، واقتراح الخطط والبرامج، وترشيح أعضاء هيئة التدريس، وتمثيل المعهد في المحافل الرسمية.
ويعاونه نائب للعميد في أداء هذه المهام.
مجلس المعهد:
يُعد مجلس المعهد أعلى سلطة إشرافية في المعهد، ويُشكل برئاسة وزير العدل. يضم المجلس في عضويته نخبة من الكفاءات القضائية والأكاديمية لضمان التوجيه السليم والفعال. يتكون المجلس من:
- وزير العدل (رئيسًا).
- النائب العام.
- رئيس هيئة التفتيش القضائي.
- عميد المعهد.
- قاضيان من المحكمة العليا.
- عضو من النيابة العامة.
- عميد كلية الشريعة والقانون بجامعة صنعاء.
- أحد أعضاء هيئة التدريس بالمعهد.

يمارس هذا المجلس اختصاصات واسعة لضمان تحقيق أهداف المعهد وتطويره، أبرزها:
- رسم السياسات العامة للمعهد والإشراف على تنفيذها.
- إقرار المناهج الدراسية والخطط الأكاديمية.
- وضع سياسة القبول وشروط الالتحاق بالمعهد.
- إقرار اللوائح الداخلية المنظمة لعمل المعهد.
- اقتراح إنشاء أقسام دراسية أو وحدات تنظيمية جديدة.
- إعداد مشروع الموازنة السنوية للمعهد.

المجلس العلمي للمعهد:
المجلس العلمي هو الهيئة الأكاديمية العليا داخل المعهد، ويُعنى بالشؤون العلمية والبحثية. يتكون المجلس برئاسة عميد المعهد، ويضم في عضويته:
- عميد المعهد (رئيسًا).
- نائب عميد المعهد.
- رؤساء الأقسام العلمية.
- ثلاثة من أعضاء هيئة التدريس.

يختص هذا المجلس بجملة من المهام التي تهدف إلى تطوير الأداء الأكاديمي والبحثي للمعهد، ومنها:
- مناقشة المقترحات المتعلقة بتطوير أداء المعهد وبرامجه.
- إقرار البرامج والخطط التنفيذية للدراسة والامتحانات.
- تقييم المناهج الدراسية بشكل دوري واقتراح تحديثها.
- الموافقة على التعاقد مع المحاضرين والخبراء الأكاديميين.
- إعداد الدراسات اللازمة لاستحداث أقسام أو تخصصات جديدة.
- إقرار النتائج العامة للامتحانات والدورات التدريبية.
- النظر في معادلة الشهادات العلمية.

الأقسام والإدارات:
يضم المعهد العالي للقضاء قسمين رئيسيين متخصصين في التأهيل والتدريب، بالإضافة إلى الإدارة المعنية بالبحوث والدراسات. تشمل هذه الأقسام:
- قسم الدراسات التخصصية العليا: ويُعنى ببرامج التأهيل الأكاديمي المتقدم.
- قسم التأهيل والتدريب المستمر: ويُركز على الدورات التدريبية المتخصصة ورفع كفاءة أعضاء السلطة القضائية أثناء الخدمة.
- الإدارة العامة للبحوث: التي تتولى مسؤولية إجراء ونشر البحوث والدراسات القانونية المتخصصة.

## شروط القبول والدراسة
يضع المعهد العالي للقضاء مجموعة من الشروط والمعايير لضمان اختيار أفضل الكفاءات للالتحاق ببرامجه التأهيلية، بالإضافة إلى تحديد مدة الدراسة والمؤهل الممنوح.
شروط القبول:
للقبول في المعهد العالي للقضاء، يجب على المتقدمين استيفاء الشروط التالية:
- أن يكون المتقدم يمني الجنسية.
- أن يكون حاصلاً على شهادة الليسانس في الشريعة والقانون أو الحقوق من إحدى الجامعات المعترف بها، وبتقدير لا يقل عن "جيد جدا".
- ألا يقل عمر المتقدم عن خمسة وعشرين عاماً.
- أن يكون المتقدم حسن السيرة والسلوك، ولم تصدر بحقه أي أحكام قضائية مخلة بالشرف أو الأمانة.
- اجتياز امتحانات القبول والمقابلة الشخصية التي يحددها المعهد.

نظام الدراسة والمؤهل العلمي:
تُقسم الدراسة في المعهد إلى مسارين رئيسيين:
قسم الدراسات التخصصية العليا:
- مدة الدراسة: تمتد الدراسة في هذا القسم لثلاث سنوات أكاديمية.
- المقررات الدراسية: تتضمن المقررات الدراسية مزيجاً من المواد الشرعية والقانونية المتخصصة، وتشمل بشكل عام:

الشريعة الإسلامية: دراسة معمقة لأصول الفقه والقواعد الشرعية المتعلقة بالقضاء.
القانون العام: يشمل فروع القانون الدستوري، الإداري، الجنائي، وغيرها.
القانون الخاص: يشمل فروع القانون المدني، التجاري، الأحوال الشخصية، وغيرها.
- المؤهل العلمي: يمنح المعهد الخريج من هذا القسم درجة الماجستير في العلوم الشرعية والقانونية.
- التعيين بعد التخرج: يُعين الخريج عادةً في وظيفة وكيل نيابة عامة (ب) بعد التخرج مباشرة.

قسم التأهيل والتدريب المستمر:
- يهدف هذا القسم إلى تنظيم دورات تدريبية متخصصة ومستمرة لأعضاء السلطة القضائية وأعوانهم أثناء الخدمة، بهدف رفع كفاءتهم وتحديث معارفهم القانونية والقضائية.

## أبرز عمداء المعهد
- - القاضي يحيى محمد مالك.[4]
  - القاضي الدكتور يحيى محمد الجرافي.[5]
  - القاضي الدكتور يحيى أحمد علي الخزان.
  - القاضي الدكتور عبدالملك عبدالله الجنداري.[6]

## التحديات والوضع الحالي
واجه المعهد العالي للقضاء تحديات كبيرة في ظل الأوضاع السياسية والأمنية التي تشهدها اليمن منذ عام 2014. أثرت هذه الأوضاع بشكل مباشر على عمل المعهد وأدت إلى انقسامه، حيث استمر المقر الرئيسي في صنعاء بالعمل تحت إدارة سلطة صنعاء، بينما تم إنشاء فرع آخر في مدينة عدن يتبع للحكومة اليمنية المعترف بها دولياً. أدى هذا الانقسام إلى تحديات تتعلق بتوحيد معايير التأهيل القضائي والحفاظ على استقلالية القضاء وحياده.